# Micrometro filare

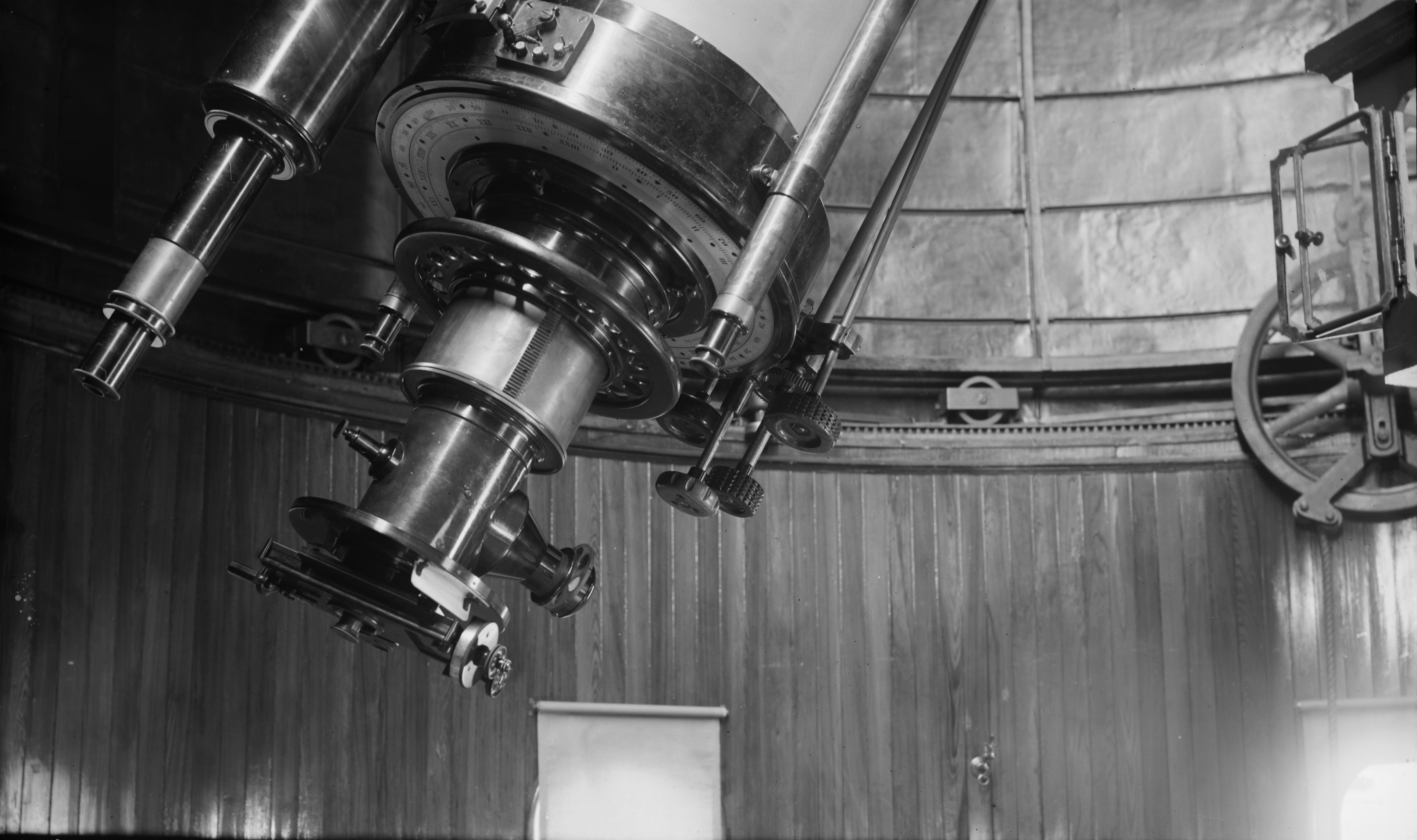
Micrometro filare posto all'oculare di un telescopio

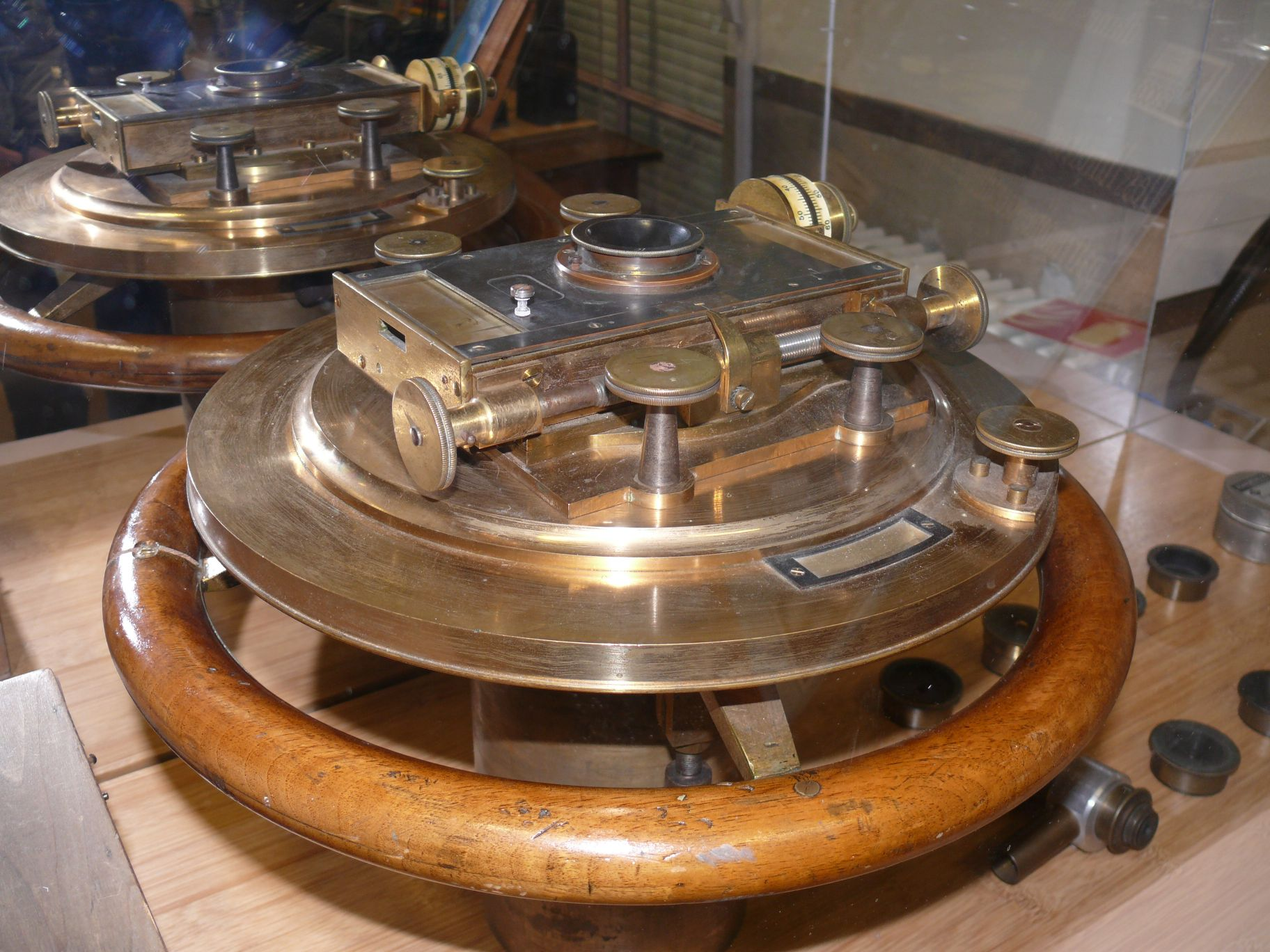
Micrometro filare

Il micrometro filare, o reticolo micrometrico, è uno strumento accessorio dei telescopi utilizzato per misurare distanze angolari di oggetti celesti.
Nella sua forma più semplice esso consiste in una coppia di fili paralleli, l'uno fisso e l'altro mobile, la cui distanza relativa può essere letta su una scala graduata; il filo mobile è fissato ad un telaio metallico, mobile parallelamente a sé stesso e perpendicolare sia ai fili sia all'asse del telescopio.
Talvolta i micrometri possono ruotare attorno all'asse ottico del telescopio al quale sono fissati, rendendo così possibile la misura di distanze angolari di stelle doppie.
Un reticolo micrometrico del 1677, un esemplare a filo mobile, è conservato presso il Seminario Vescovile di Treviso. Lo splendido manufatto, recentemente restaurato, uscì dalla bottega di Giacomo Lusverg, costruttore di strumenti scientifici di precisione.